# 디옥시리보뉴클레이스

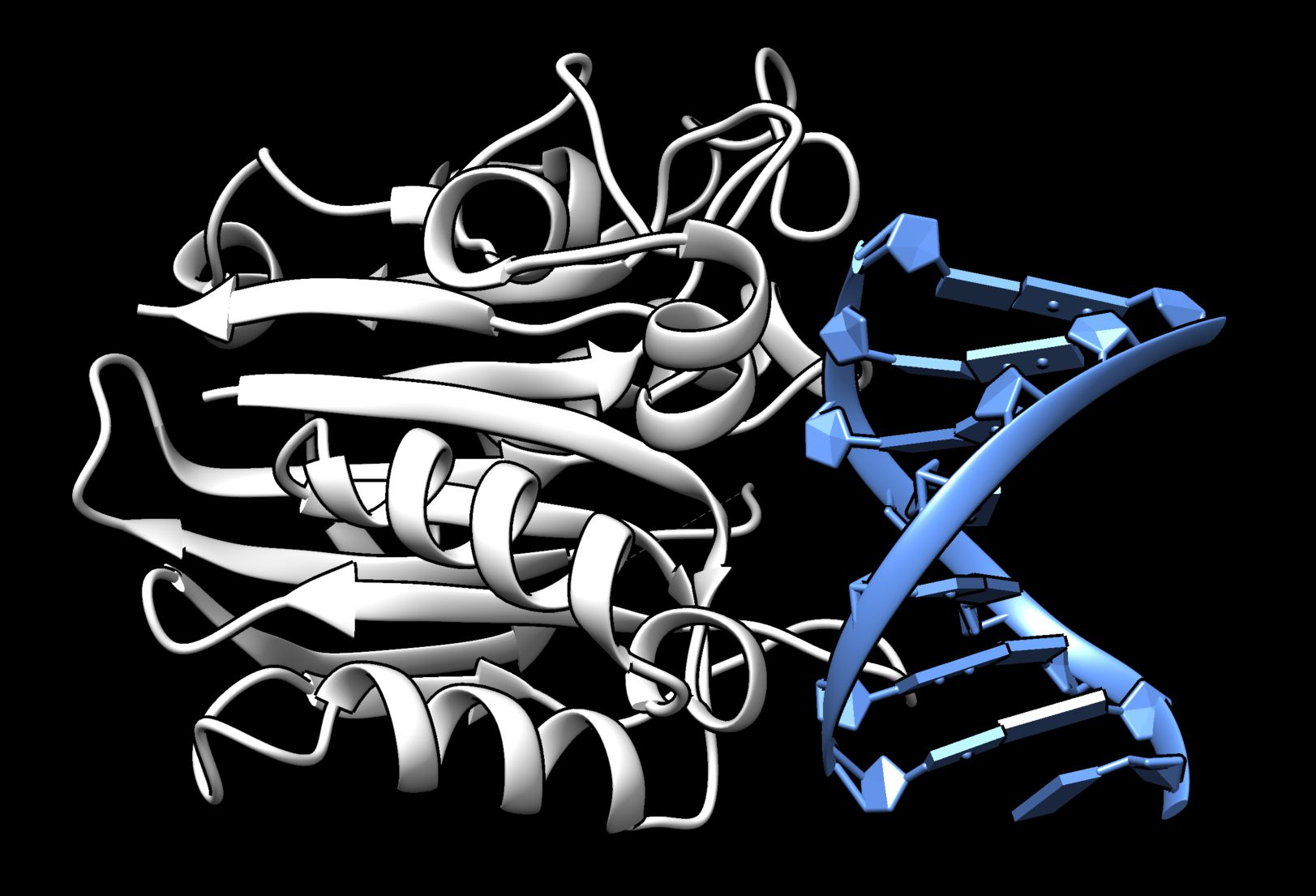
DNA(파란색)에 결합된 디옥시리보뉴클레이스 1(흰색)의 구조

디옥시리보뉴클레이스(영어: deoxyribonuclease, DNase)는 DNA 골격에서 포스포다이에스터 결합의 가수분해에 의한 절단을 촉매하여 DNA를 분해하는 효소이다. 디옥시리보핵산가수분해효소, DNA 가수분해효소, DNA 분해효소라고도 한다. 디옥시리보뉴클레이스는 뉴클레이스의 한 유형으로 DNA에서 뉴클레오타이드를 연결하는 포스포다이에스터 결합을 가수분해할 수 있는 효소를 총칭한다. 기질 특이성, 화학적 메커니즘 및 생물학적 기능이 서로 다른 다양한 디옥시리보뉴클레이스가 알려져 있다.

## 활성 모드
일부 디옥시리보뉴클레이스는 DNA 분자의 말단 잔기만 절단(엑소뉴클레이스의 일종인 엑소디옥시리보뉴클레이스)한다. 다른 것들은 사슬을 따라 어디에서든 절단(엔도뉴클레이스의 하위 부류인 엔도디옥시리보뉴클레이스)한다.
일부는 절단하는 DNA 서열에 대해 상당히 무차별적인 반면, 제한 효소를 포함한 다른 것들은 매우 서열 특이적이다.
일부는 이중 가닥 DNA만 절단한다. 다른 것들은 단일 가닥 DNA에 특이적이다. 그리고 어떤 것들을 이 둘에 대해 모두 활성을 갖는다.
디옥시리보뉴클레이스는 낭포성 섬유증 환자가 네뷸라이저를 사용하여 흡입할 수 있다. 디옥시리보뉴클레이스는 백혈구가 점액에 축적되고 분해될 때 DNA를 방출하여 점액의 "끈끈함"을 더하기 때문에 도움이 된다. 디옥시리보뉴클레이스는 DNA를 분해하고 점액을 폐에서 더 쉽게 제거된다.

## 용도
디옥시리보뉴클레이스와 결합된 늑막 내 조직 플라스미노겐 활성화 인자(tPA)는 흉막 배액을 증가시키고 병원 입원 기간을 단축시키며 부폐렴성 삼출 및 농흉에서 수술의 필요성을 감소시키는 것으로 나타났다.
한 연구 프로토콜에서는 5 mg의 디옥시리보뉴클레이스(풀모자임, 로체) 용량과 10 mg의 조직 플라스미노겐 활성화 인자(tPA, 엑틸리세, 베링거 잉겔하임) 용량을 사용했다. 늑막 내 약물은 3일 동안 매일 2회 투여하고, 각 투여 후에는 약물이 1시간 동안 흉막강에 남아 있도록 배액관을 고정하였다. 디옥시리보뉴클레이스 단독 또는 조직 플라스미노겐 활성화 인자(tPA) 단독 치료는 효과가 없었다.
디옥시리보뉴클레이스는 일반적으로 원핵생물로부터 추출한 단백질을 정제할 때 사용된다. 단백질의 추출은 보통 세포벽의 분해를 수반한다. 분해되고 깨지기 쉬운 세포벽이 우발적으로 분해되어 원치 않은 DNA와 원하는 단백질을 방출하는 것이 일반적이다. 생성되는 DNA-단백질 추출물은 점성이 높고 정제하기가 어려운데 이러한 경우에 디옥시리보뉴클레이스가 첨가된다. DNA는 가수분해되지만 단백질은 영향을 받지 않으며 추출물은 추가적인 정제를 거칠 수 있다.
최근에는 병원성 세균에서 유래한 디옥시리보뉴클레이스가 상처 감염 모니터링에 대한 지표로 사용되고 있다.

## 유형
후생동물에서 발견되는 두 가지 주요 유형의 디옥시리보뉴클레이스는 디옥시리보뉴클레이스 I과 디옥시리보뉴크레이스 II이다.
다른 유형의 디옥시리보뉴클레이스로는 미세구균 뉴클레이스가 있다.

## 분석
DNA는 260 nm 근처에서 최대 흡광도의 파장을 갖는 자외선을 흡수한다. 이 흡수는 DNA의 방향족 염기에 있는 파이 전자 때문이다. 이중 가닥 DNA 또는 RNA의 이중 가닥 구조가 발생하는 영역에서도 염기가 서로 평행하게 쌓이고 염기 분자의 궤도 겹침으로 인해 자외선의 흡광도가 감소한다. 이러한 현상을 흡광감소 효과(吸光減少效果, hypochromic effect)라고 한다. 디옥시리보뉴클레이스는 이중 가닥 DNA에서 뉴클레오타이드를 분리하면 염기가 더 이상 이중 가닥 DNA에서처럼 쌓이지 않게 때문에 궤도 중첩이 최소화되고 자외선 흠광도가 증가한다. 이러한 흡광도의 증가는 디옥시리보뉴클레이스 활성의 쿠니츠 단위(Kunitz unit)의 기초가 된다. 1 쿠니츠 단위는 25 °C의 0.1 M 아세트산 나트륨(NaOAc) (pH 5.0) 완충 용액에서 고도로 중합된 DNA에 작용할 때 260 nm 파장에서 분당 0.001의 흡광도 증가를 일으키는 1 mg/ml 연어 정자 DNA에 첨가된 효소의 양으로 정의된다. 이 단위의 명칭은 1946년에 표준적인 시험을 제안한 러시아계 미국인 생화학자 M. 쿠니츠(M. Kunitz)를 기리기 위한 것이다.
표준적인 효소의 준비는 DNA 준비 및 용액 내의 중합도의 표준화가 불가능하기 때문에 미지의 물질과 병행하여 준비해야 한다.

## 같이 보기
- 뉴클레이스
- 리보뉴클레이스 (RNase)
- 엑소디옥시리보뉴클레이스
- 엔도디옥시리보뉴클레이스
- 포스포다이에스터 결합